# Trần Đắc
Trần Đắc (1928 – 1995) là một đạo diễn điện ảnh, diễn viên, nguyên giám đốc Sở Văn hóa tỉnh Hưng Yên, Phó giám đốc nghệ thuật Xưởng phim truyện Việt Nam. Ông được nhà nước Việt Nam truy tặng danh hiệu Nghệ sĩ Nhân dân và Giải thưởng Nhà nước về văn học nghệ thuật năm 2012. Ông gắn liền với nhiều bộ phim kinh điển của nền Điện ảnh Việt Nam như Ga, Bài ca ra trận, Sao tháng Tám, đây cũng là 3 bộ phim giúp ông nhận được giải thưởng Nhà nước.

## Cuộc đời
Trần Đắc sinh năm 1928, quê ở xã Cổ Am, huyện Vĩnh Bảo, Hải Phòng. Ông là em họ của Nghệ sĩ Nhân dân Trần Bảng. Ông từng nhập ngũ và tham gia Chiến tranh Việt Nam. Thời còn trẻ, ông từng là cán bộ chính trị trong Ban Tuyên huấn của tỉnh. Đến năm 1960, khi mới 31 tuổi, ông đã đảm nhiệm trưởng ty văn hoá Hải Dương. Nhưng sau đó ông đã quyết định chuyển sang học và làm nghề đạo diễn điện ảnh.
Năm 1966, với sự hợp tác của phó đạo diễn Nguyễn Đỗ Ngọc, Trần Đắc cho ra mắt tác phẩm đầu tay của mình mang tên Bình minh trên rẻo cao, một bộ phim về cuộc đấu tranh chống lối sống du canh du cư, chống mê tín dị đoan – những vấn đề tồn tại trong cộng đồng các dân tộc thiểu số ở Việt Nam thời bấy giờ. Bộ phim được đánh giá cao với những hình ảnh gây ấn tượng mạnh cho người xem: cảnh người Dao du canh du cư, bệnh tật và chết chóc vào những năm trước cách mạng. Các bộ phim có cùng đề tài về giai đoạn xây dựng Xã hội Chủ nghĩa ở Việt Nam chủ yếu đều là phim truyện dài và xuất hiện từ năm 1971; Bình minh trên rẻo cao có thể xem là 1 trong 2 ngoại lệ bên cạnh bộ phim ngắn Cô giáo vùng cao sản xuất vào năm 1969. Bộ phim do Trần Phương và Đức Hoàn đóng chính, đồng thời là bộ phim đầu tiên của Lịch Du.
Sau khi Việt Nam tái thống nhất vào năm 1975, ông được cử đi học tại VGIK (Đại học Điện ảnh Quốc gia Liên Xô). Năm 1976, bộ phim Sao tháng Tám của ông chính thức được công chiếu. Không chỉ giành được Bông sen vàng Liên hoan phim Việt Nam lần thứ 4, Sao tháng Tám còn được mang đi tham dự và công chiếu tại Liên hoan phim quốc tế Moskva năm 1977. Cho đến năm 2021, đây vẫn là bộ phim duy nhất của nền điện ảnh Việt Nam làm trực tiếp về đề tài Cách mạng Tháng Tám, cũng được xem là bộ phim thành công nhất về giai đoạn này.
Ông qua đời năm 1995 tại Hà Nội.

## Tác phẩm
| Năm  | Phim                   | Vai trò  | Vai trò   | Ghi chú     | Nguồn         |
| Năm  | Phim                   | Đạo diễn | Biên kịch | Ghi chú     | Nguồn         |
| ---- | ---------------------- | -------- | --------- | ----------- | ------------- |
| 1966 | Bình minh trên rẻo cao | Có       | Không     |             | [ 19 ] [ 20 ] |
| 1970 | Ga                     | Có       | Không     |             | [ 21 ] [ 22 ] |
| 1973 | Bài ca ra trận         | Có       | Có        |             | [ 21 ] [ 23 ] |
| 1976 | Sao tháng Tám          | Có       | Có        |             | [ 24 ] [ 25 ] |
| 1982 | Làng Vũ Đại ngày ấy    | Không    | Có        |             | [ 26 ] [ 27 ] |
| 1984 | Vụ áp phe Đông Dương   | Có       | Không     |             | [ 28 ] [ 29 ] |
| 1988 | Thời hiện tại          | Có       | Có        |             | [ 30 ] [ 31 ] |
| 1989 | Gánh hàng hoa          | Có       | Không     |             | [ 32 ] [ 33 ] |
| 1998 | Bông sen               | Có       | Có        | [ b ] [ c ] | [ 34 ] [ 35 ] |

## Danh hiệu
- Nghệ sĩ ưu tú (1984).[36]
- Nghệ sĩ Nhân dân (2012, truy tặng).[37][38]

## Giải thưởng
| Năm  | Lễ trao giải                             | Hạng mục             | Tác phẩm       | Kết quả       | Nguồn         |
| ---- | ---------------------------------------- | -------------------- | -------------- | ------------- | ------------- |
| 1975 | Liên hoan phim Việt Nam lần thứ 3        | Phim truyện điện ảnh | Bài ca ra trận | Bông sen bạc  | [ 39 ] [ 40 ] |
| 1977 | Liên hoan phim Việt Nam lần thứ 4        | Phim truyện điện ảnh | Sao tháng Tám  | Bông sen vàng | [ 41 ] [ 42 ] |
| 1977 | Liên hoan phim quốc tế Moskva lần thứ 10 | Phim truyện          | Sao tháng Tám  | Đề cử         | [ 43 ] [ 44 ] |